# Université de Saint-Marin
L'université de Saint-Marin (en italien : Università degli studi della Repubblica di San Marino) est une université publique de la république de Saint-Marin.